# Gustavo Valle
Gustavo Valle est un écrivain et poète vénézuélien, né à Caracas en 1967. 

## Œuvres
- Materia de otro mundo (2003)
- Ciudad Imaginaria (2006)
- La pardoja de Itaca (2005)
- Bajo tierra (2009)

### Anthologies où ses poèmes figurent
- Estruendo mudo, (2003)
- Rocío Cerón, Julián Herbert, León Plascencia Ñol, El decir y el vértigo (2005)